# デボラ・ハリー
デボラ・ハリー（Deborah Harry、1945年7月1日- ）は、アメリカの歌手、シンガーソングライター、女優。
デビー・ハリー（Debbie Harry）の名でも知られ、同国のロック・バンド「ブロンディ」のボーカルを務めている。ブロンドと赤い唇がチャームポイントとして知られている。

## 略歴

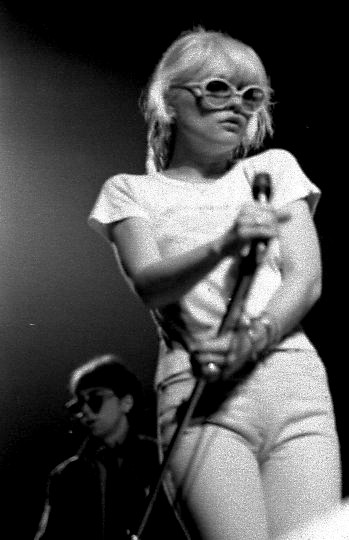
ブロンディ活動初期 (1977年)

フロリダ州マイアミに、アンジェラ・トリンブル（Angela Trimble）として生まれた。生後3か月で、ニュージャージー州ホーソーンに住むリチャード・ハリーとキャサリン・ハリー夫妻のもとへ養子に出された。ハリー夫妻はみやげ屋を営んでおり、アンジェラの名前は「デボラ・アン・ハリー」となった。
1963年にホーソーン高校を卒業し、1965年に同州ハケッツタウンにあるセンテナリー大学を卒業した。1960年代後半にニューヨークに移住。BBCラジオに秘書として1年勤務。その後、ナイトクラブ「マクシズ・カンザス・シティ（Max's Kansas City）」でウェイトレスをしたり、ユニオンシティのディスコでゴーゴーダンサーをしたり、プレイボーイのバニーガールをしたりして生計を立てた。
フォーク・グループ「ウインド・イン・ザ・ウィロウズ (The Wind in the Willows)」のバックシンガーを経て、1970年代初頭に3人組のガールグループ「スティレットーズ」に参加。そのバックバンドのメンバーだったクリス・スタインらとともに1974年、ブロンディを結成。バンドは成功を収め、デボラ自身も自らの唇に保険がかけられるほどの人気を得る。バンドが成功を収めた後はソロ活動も活発化させる。5枚のソロ・アルバムを発表。
1983年、デイヴィッド・クローネンバーグ監督の『ヴィデオドローム』に出演。以後、女優としての活動も並行して行う。1997年にはブロンディを再結成させた。

## ディスコグラフィ
- ブロンディとしてのものは当該項のディスコグラフィを参照のこと。

### ソロ・アルバム
スタジオ・アルバム
- 『予感』 - KooKoo (1981年)
- 『ロックバード』 - Rockbird (1986年)
- 『デフ、ダム・アンド・ブロンド』 - Def, Dumb & Blonde (1989年)
- 『デブラベーション』 - Debravation (1993年)
- Necessary Evil (2007年)

コンピレーション・アルバム
- 『スーパー・ダンス・ヒット・リミックス!』 - Once More into the Bleach (1988年) ※ブロンディ時代も含む編集盤
- 『ザ・コンプリート・ピクチャー』 - The Complete Picture: The Very Best of Deborah Harry and Blondie (1991年) ※ブロンディ時代も含む編集盤
- Deborah Harry Collection (1998年)
- Most of All: The Best of Deborah Harry (1999年)

## 映画出演
- 『ヴィデオドローム』 - Videodrome （1983年、カナダ）
- 『ヘアスプレー』 - Hairspray （1988年、アメリカ）
- 『ニューヨーク・ストーリー』 - New York Stories （1989年、アメリカ）
- 『フロム・ザ・ダークサイド 3つの闇の物語』 - Tales from the Darkside （1990年、アメリカ）
- 『真夜中の殺人コール』 - Intimate Stranger （1991年、アメリカ）
- 『ウイッグストック』 - Wigstock: The Movie （1995年、アメリカ）
- 『君に逢いたくて』 - Heavy （1995年、アメリカ）
- 『ハードコア・デイズ』 - The Fluffer （2001年、アメリカ）
- 『デュースワイルド』 - Deuces Wild （2002年、アメリカ）
- 『死ぬまでにしたい10のこと』 - My Life without Me （2003年、アメリカ）
- 『エレジー』 - Elegy（2008年、アメリカ）